# Cephalophysa terebratula
Cephalophysa terebratula är en tvåvingeart som först beskrevs av Josef Aloizievitsch Portschinsky 1891.  Cephalophysa terebratula ingår i släktet Cephalophysa och familjen borrflugor. Inga underarter finns listade.